# Angolapitta
Der 20–25 Zentimeter große Angolapitta (Pitta angolensis) ist ein sehr farbenfroher Vertreter aus der Familie der Pittas.

## Aussehen
Der Vogel hat ein gelbes Brustgefieder. Die Kehle und der Kopf sind bis auf die schwarze Stirn und den schwarzen länglichen Bereich um das Auge, der nach hinten hin schmaler wird, gelb. Der Schnabel ist schwarz und die Spitze ist nach unten gebogen. Der Bauch ist rötlich gefärbt. Die Beine sind blass rötlich. Die Flügel sind am Ansatz grünlich und im unteren Teil schwarz gefärbt. Auffällig sind die blauen Flügelenden.

## Verbreitung

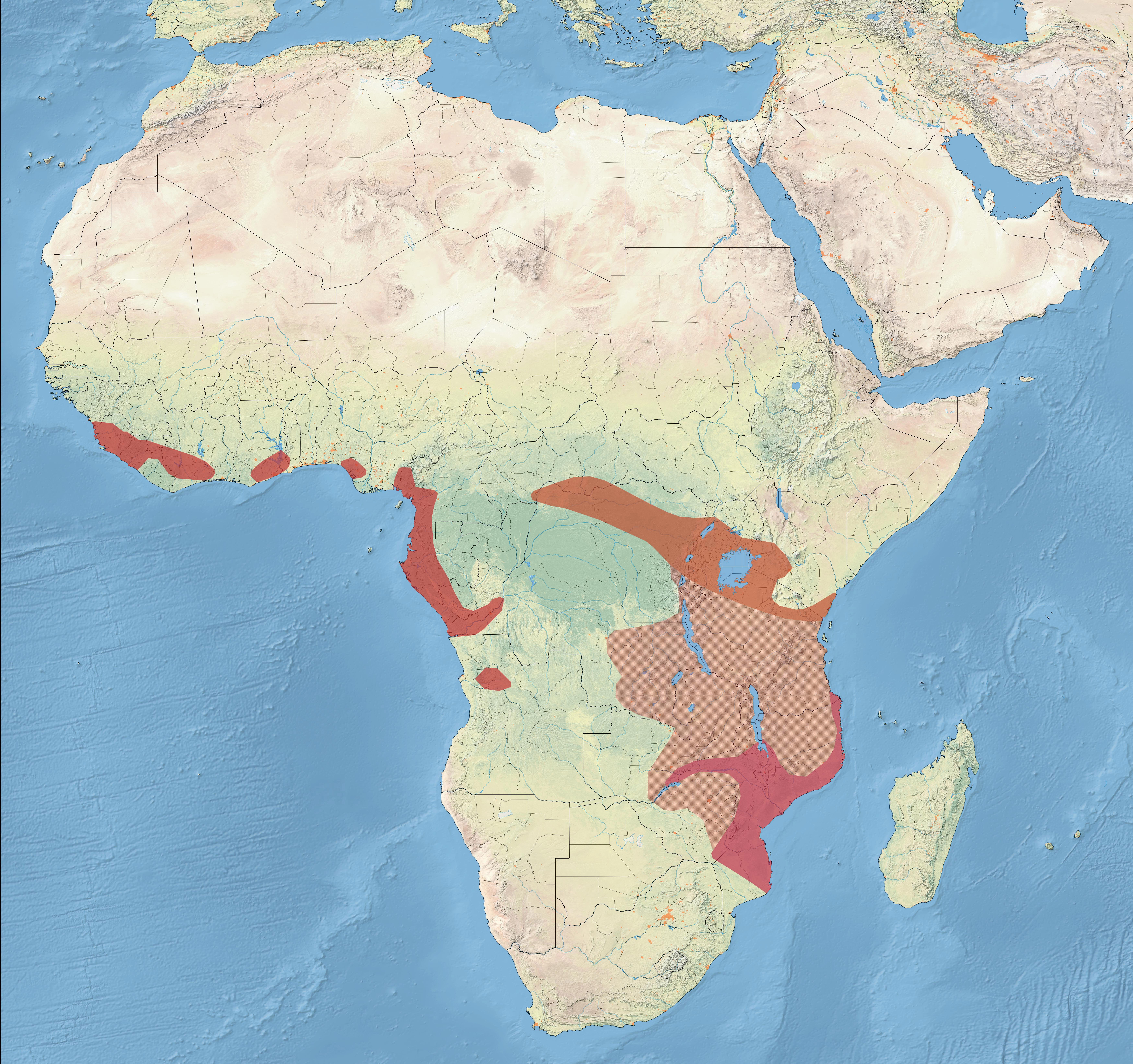
Verbreitungskarte des Angolapittas

Der Angolapitta kommt in der Buschsavanne von Sierra Leone bis Kamerun und von Angola bis Tansania, Kenia, Uganda und zum Norden Südafrikas vor. Außerhalb der Fortpflanzungsperiode ist diese Art auch in Äquatornähe anzutreffen.

## Lebensweise
Diese schnellen, wendigen Vögel sind außerhalb der Paarungszeit Einzelgänger. Sie halten sich meist still am Boden im dichten Gebüsch auf und bewegen sich hüpfend fort. Diese Art ernährt sich von Insekten, vor allem Termiten und deren Larven, Tausendfüßern, Weichtieren und anderen Wirbellosen. Dazu scharren die Angolapittas das Laub beiseite und wippen dabei mit ihrem Schwanz auf und ab. Stoßen diese sehr lebhaften Vögel auf ein Objekt ihres Interesses, nehmen sie eine aufrechte Haltung an. Bei einer Bedrohung drücken sie sich an den Boden und plustern ihre Brust- und Schwanzfedern auf, damit der Feind sie übersieht. Wenn das nicht mehr hilft, stoßen sie einen kurzen Ruf aus und suchen ihr Heil in einer schnellen Flucht meist auf einen Baum. Größere Wanderung in seinem Lebensraum unternimmt der Angolapitta meist in der Dunkelheit.

## Balz
Zur Balz hockt sich der Angolapitta mit aufgestellten Federn und gespreizten Flügeln auf den Erdboden und streckt seinen Schnabel gen Himmel.

## Fortpflanzung

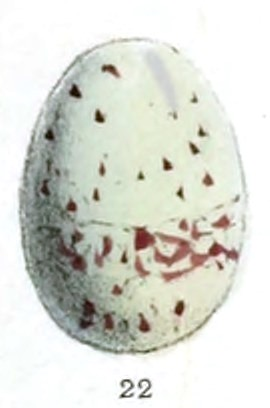
Ei des Angolapittas

Das Nest legt der Angolapitta in Buschwerk oder niedrigen Bäumen an. Es ist ein großer backofenförmiger Bau mit Seiteneingang, der aus Grashalmen, Zweigen und anderen Pflanzenteilen besteht. Im Inneren wird es mit Moos und anderen Pflanzenteilen ausgekleidet. In das Nest legt das Weibchen 2–3 weiße oder cremefarbene Eier mit grauen oder violetten Flecken. Das Ausbrüten dauert 18 Tage und wird von beiden Elternteilen übernommen. Auch an der Fütterung der Jungen sind beide Altvögel beteiligt.

## Gefährdung und Schutzmaßnahmen
Der Angolapitta ist weit verbreitet. Die IUCN stuft diese Art als ungefährdet (Least Concern) ein.